# Йоран Серлот
Йоран Серлот (норв. Gøran Sørloth, нар. 16 липня 1962, Крістіансанн, Норвегія) — колишній норвезький футболіст, який грав на позиції форварда. 
Відомий своїми  виступами за «Русенборг» та національну збірну Норвегії. Учасник чемпіонату світу 1994 року в США.

## Ігрова кар'єра

### Клубна
Свою футбольну кар'єру Йоран Серлот починав у клубі «Стріндгайм». У 1985 році він перейшов до складу лідера норвезького футболу — «Русенборга». І саме на період виступів Серлота у клубі з Тронгейму припадає його найбільший доробок у футболі. Він п'ять разів ставав чемпіоном Норвегії та три рази вигравав національний кубок.
У 1989 році футболіст деякий час перебував на правах оренди у німецькій «Боруссії» з Менхенгладбаха. Після чого знову повернувся до «Русенборга».
Ще один сезон Серлот провів у Туреччині, виступаючи за клуб «Бурсаспор». Та за рік повернувся до Норвегії у клуб «Вікінг» з Ставангера, де у 1995 році завершив ігрову кар'єру.

### Збірна
Свій перший матч у складі національної збірної Норвегії Йоран Серлот зіграв 22 травня 1989 року проти команди Швеції. У 1994 році Серлот був включений у список гравців, що представляли Норвегію на чемпіонаті світу 1994 року у США. На турнірі Серлот зіграв одну гру проти збірної Ірландії.

## Досягнення
Русенборг
- Чемпіон Норвегії: 1985, 1988, 1990, 1992, 1993
- Переможець Кубка Норвегії: 1988, 1990, 1992

## Особисте життя
Син Йорана - Александер Серлот теж професійний футболіст, нападник німецького клубу «РБ Лейпциг».